# Lijst van beschermd erfgoed in Lasne
Onderstaande tabel geeft een overzicht van de beschermde erfgoederen in de gemeente Lasne. Het beschermd erfgoed maakt deel uit van het cultureel erfgoed in België.
| Object | Bouwjaar/architect                     | Deelgemeente                        | Adres                 | Coördinaten                   | Nummer?                | Afbeelding                                                                                                |
| --- | -------------------------------------- | ----------------------------------- | --------------------- | ----------------------------- | ---------------------- | --- |
| "Dikke Linde" (S)                                                                                          |                                        | Lasne-Chapelle-Saint-Lambert        | Place de Renival      | 50° 40' 55" NB, 4° 29' 31" OL | 25119-CLT-0002-01 Info | |
| Abdij van Aywiers en de omliggende terreinen (S)                                                           |                                        | Couture-Saint-Germain               |                       | 50° 40' 8" NB, 4° 27' 52" OL  | 25119-CLT-0003-01 Info | Abdij van Aywiers en de omliggende terreinen (S)                                                          |
| Voormalige pastorie van Maransart met muur en hek (M) ensemble gevormd door de pastorie en de tuin (S)     |                                        | Maransart                           |                       | 50° 39' 38" NB, 4° 27' 38" OL | 25119-CLT-0004-01 Info | Voormalige pastorie van Maransart met muur en hek (M) ensemble gevormd door de pastorie en de tuin (S)    |
| Toren van de kerk Saint-Etienne (M)                                                                        |                                        | Ohain                               |                       | 50° 41' 40" NB, 4° 28' 10" OL | 25119-CLT-0007-01 Info | Toren van de kerk Saint-Etienne (M)                                                                       |
| Ensemble van de kerk Saint-Etienne en de directe omgeving (S)                                              |                                        | Ohain                               |                       | 50° 41' 40" NB, 4° 28' 9" OL  | 25119-CLT-0008-01 Info | Ensemble van de kerk Saint-Etienne en de directe omgeving (S)                                             |
| Totaliteit van de kerk Saint-Etienne (M)                                                                   |                                        | Ohain                               |                       | 50° 41' 40" NB, 4° 28' 11" OL | 25119-CLT-0009-01 Info | |
| Ensemble van het gemeenteplein van Ohain (S)                                                               |                                        | Ohain                               |                       | 50° 41' 50" NB, 4° 28' 14" OL | 25119-CLT-0010-01 Info | Ensemble van het gemeenteplein van Ohain (S)                                                              |
| Gesteelde eik (S)                                                                                          |                                        | Ohain                               | Chemin du Moulin      | 50° 41' 47" NB, 4° 28' 40" OL | 25119-CLT-0011-01 Info | |
| Hoeve "La Haie Sainte" (M)                                                                                 |                                        | Plancenoit                          | Chaussée de Charleroi | 50° 40' 41" NB, 4° 24' 43" OL | 25119-CLT-0012-01 Info | Hoeve "La Haie Sainte" (M)                                                                                |
| Pruisisch monument: stèle, sokkel, trappen en ijzerwerk (M) ensemble van het monument en zijn omgeving (S) | 1818                                   | Plancenoit                          | Chemin de Camuselle   | 50° 39' 50" NB, 4° 25' 41" OL | 25119-CLT-0014-01 Info | Pruisisch monument: stèle, sokkel, trappen en ijzerwerk (M)ensemble van het monument en zijn omgeving (S) |
| Kolom Victor Hugo (M)                                                                                      | 1912                                   | Plancenoit                          | Chaussée de Charleroi | 50° 39' 60" NB, 4° 24' 49" OL | 25119-CLT-0015-01 Info | Kolom Victor Hugo (M)                                                                                     |
| Frans monument "de gewonde Adelaar" (M)                                                                    | 1904 Henri-Paul Nénot Jean-Léon Gérôme | Plancenoit                          | Chaussée de Charleroi | 50° 39' 58" NB, 4° 24' 48" OL | 25119-CLT-0016-01 Info | Frans monument "de gewonde Adelaar" (M)                                                                   |
| Hannovers monument (M)                                                                                     | 1818                                   | Plancenoit                          | Chaussée de Charleroi | 50° 40' 46" NB, 4° 24' 45" OL | 25119-CLT-0017-01 Info | Hannovers monument (M)                                                                                    |
| Engels monument ter nagedachtenis van Alexander Gordon (M)                                                 | 1817 John Buonarotti Papworth          | Plancenoit                          | Chaussée de Charleroi | 50° 40' 47" NB, 4° 24' 43" OL | 25119-CLT-0018-01 Info | Engels monument ter nagedachtenis van Alexander Gordon (M)                                                |
| Rechteroever van de Smohain (S)                                                                            |                                        | Lasne-Chapelle-Saint-Lambert        |                       | 50° 41' 25" NB, 4° 28' 7" OL  | 25119-CLT-0019-01 Info | |
| Linkeroever en vallei van de Smohain (S)                                                                   |                                        | Lasne-Chapelle-Saint-Lambert, Ohain |                       | 50° 41' 56" NB, 4° 29' 56" OL | 25119-CLT-0020-01 Info | |
| Place de Ransbeck (S)                                                                                      |                                        | Ohain                               | Ransbeck              | 50° 42' 11" NB, 4° 26' 20" OL | 25119-CLT-0022-01 Info | |
| Slagveld van de Slag bij Waterloo in 1815 (S, PEX)                                                         |                                        | Plancenoit                          |                       | 50° 40' 5" NB, 4° 23' 22" OL  | 25119-CLT-0023-01 Info | |